# 1112

## Narození
- ? – Boris Uherský, syn uherského krále Kolomana († 1154)
- ? – Jindřich IV. Lucemburský, zvaný Slepý, lucemburský hrabě († 14. srpna 1196)
- ? – Ota z Freisingu, biskup ve Freisingu a středověký kronikář († 22. září 1158)

## Úmrtí
- 15. března – Litold Znojemský, kníže znojemského údělu z dynastie Přemyslovců (* ?)
- 24. dubna – Jindřich Burgundský, portugalský hrabě z Burgundské dynastie, otec prvního portugalského krále Alfonse I. (* 1066)
- 5./12. prosince – Tankred Galilejský, italo-normanský válečník a jeden z vůdců první křížové výpravy (* asi 1072)

## Hlavy států
- České knížectví – Vladislav I.
- Svatá říše římská – Jindřich V.
- Papež – Paschalis II.
- Anglické království – Jindřich I. Anglický
- Francouzské království – Ludvík VI. Francouzský
- Polské knížectví – Boleslav III. Křivoústý
- Uherské království – Koloman
- Byzantská říše – Alexios I. Komnenos
- Jeruzalémské království – Balduin I.